# ...Lu
...Lu a fost al doilea rege⁠(d) al dinastiei Awan și este menționat în lista de regi sumerieni ca fiind al doilea rege elamit care a exercitat domnia Awanului asupra întregului Sumer. Se presupune că a domnit undeva în prima perioadă paleoelamită (c. 2400 – c. 2015 BC). De asemenea, este posibil să fi fost al doilea rege (Tata) din Awan care a exercitat domnia asupra întregului Elam. Conform listei: el a fost precedat de un rege fără nume (posibil Peli) și succedat de Kur-Ishshak⁠(d) (menționat doar în lista de regi sumerieni). Totuși, se presupune că al doilea rege, Ta-a-ar, a fost succedat de Ukku-Tanhish⁠(d).

##### Jurnale
- Scheil, V. (1931). „Dynasties Élamites d'Awan et de Simaš”. Revue d'Assyriologie et d'archéologie orientale. Presses Universitaires de France. 28 (1): 1–46. ISSN 0373-6032. JSTOR 23283945.